# Justin Fontaine
Justin Fontaine, född 6 november 1987, är en kanadensisk professionell ishockeyspelare som spelar för Edmonton Oilers i NHL. Han har tidigare spelat för Minnesota Wild.
Han blev aldrig draftad av något lag.